# Albaricoques (Almería)
Albaricoques (anteriormente Los Albercoques) es una localidad y pedanía española perteneciente al municipio de Níjar, en la provincia de Almería. Su población en 2021 fue de 309 habitantes (INE). A unos 4 km de la localidad se encuentra uno de los enclaves más destacables: el Cortijo del Fraile, donde se desarrollaron los sucesos de Bodas de Sangre de Federico García Lorca dentro del parque natural del Cabo de Gata-Níjar. Esta pedanía es muy conocida en Níjar por el rodaje de sus películas western.

## Cine
A finales de los 60 Albaricoques es muy conocida en el municipio por las películas que se rodaron en su localidad y alrededores como por ejemplo Por un puñado de dólares, El bueno, el feo y el malo, Tepepa o La muerte tenía un precio.
Vecinos de esta pedanía actuaron en los rodajes como figurantes de excepción.
En el centro de esta localidad ya restaurada y puesta en valor se encuentra la era cinematográfica que fue donde se rodaron algunas de las películas citadas anteriormente.

## Historia
El nombre de la pedanía procede de uno de los primeros pobladores, apodado "albaricoque", esta localidad a lo largo de la década de los 60 se dedicó prácticamente a la minera de oro, situada muy cerca, en la localidad de Rodalquilar, al acabarse la extracción del oro una parte de la población tuvo que emigrar. Actualmente es una localidad que destaca por su agricultura y ganadería.

## Actualidad
Actualmente, Albaricoques es una pequeña pedanía perteneciente a Níjar. Este pequeño pueblo se divide en tres partes, la "Cortijada de arriba" (donde se encuentra el colegio, así como algunos aljibes y cortijos que sirvieron de escenario para el rodaje de las películas ya citadas), la "Cortijada de abajo" ( e encuentra el polideportivo, la Iglesia - Salón social de reciente construcción y la "era". Cuenta con un Hostal-Restaurante y un Bar donde se ofertan tapas y platos de la gastronomía local), y por último el "Pirulí" o "Cerro Blanco", así llamado debido al color blanquecino del cerro donde se sitúan dicha comunidad de casas.
Sus fiestas se celebran el último fin de semana de julio, en honor a su patrona, Virgen Asunción de María. 
Se cree que en un futuro próximo se localizará en este pequeño pueblo un museo de artes escénicas dedicado al spagueti Western.
Cada día se ven numerosos turistas (algunos de ellos extranjeros) visitando este pequeño pueblo de especial encanto.
Además del núcleo poblacional, existen varios caseríos (algunos en estado de ruina) tales como La Veora.
Anexados a esta pedanía, hay dos barrios de Albaricoques: La Loma y Los Martínez (antiguos caseríos).